# Мэнгэ-тэмур
Мункэ Тэмур, Мэнгэ-Тэмур (Дуду Менгтэму) (кит.  猛哥帖木耳; 1370—1433) — чжурчжэньский лидер племени Одоли, одного из трех племен низовий реки Сунгари в Маньчжурии. В 1380-х годах племя Одоли мигрировало на юг, в низовья реки Туманган и поселилось в Вомухо (сейчас — город Хверён, КНДР).

## Карьера
В 1388 году первый минский император Хунъу установил контакт с тремя племенами цзяньчжоуских чжурчжэней (Одоли, Хулигай и Тууэн) и попытался привлечь их в качестве союзников в войне против монголов. В начале XV века произошла общая миграция на юг различных чжурчжэньских групп, и эти три племени обосновались вокруг реки Туманган (вблизи современной границы Китая, России и КНДР). Вскоре после этого различные чжурчжэньские лидеры начали принимать титулы от императора Юнлэ в качестве военных командирова трех Вэй, а именно Цзяньчжоу Вэй (ال州衛 , Цзяньчжоу Левый Вэй (ال州左衛) и Цзяньчжоу Правый Вэй (ال州右衛). Вэй (衛) была военной единицей, состоящей из пяти СУО (所), и каждый суо был укомплектован 1 100 солдатами. Получив титул Вэй, они должны были ежегодно ездить в Пекин, чтобы отдать дань уважения минскому императору.
В 1395 году Мункэ Тэмур посетил с визитом королевство Чосон, чтобы отдать дань уважения корейскому монарху Тхэджо. В результате в 1404 году он был удостоен почетной военной должности от корейцев.
В течение этого времени минский императорский двор часто отправлял послов к местным чжурчжэньским вождям, чтобы убедить их признать сюзеренитет династии Мин, однако Мункэ-Тэмур не соглашался. Это было на радость корейскому двору, и в 1405 году он был назначен мириархом при чосонском ване.
В феврале-марте 1405 года к чжурчжэням прибыл китайский посланник Гао-шилэ с письмом к Мэнгу-Тэмуру от минского императора. Он пытался убедить Мэнгэ-Тэмура подчиниться Минской империи, но последний отказался.
В апреле 1405 года через Корею в земли чжурчжэней прибыл минский посланник Ван Цзяохуады, который должен был убедить Мэнгэ-Тэмура вступить в вассальные отношения с Китаем. Ему были обещаны чины и награды, если он подчиниться Минской империи. Корейский двор старался убедить Мэнгэ-Тэмура не подчиняться Китаю. Мэнгэ-Тэмур принял присланные ему дары, но отказался ехать в Китай.
Ахачу (阿哈出), позже также известный как Ли Сичэн (李思誠), вождь племени Хулигай, стал командующим Цзяньчжоу Вэй (建州州) в 1403 году. Мункэ-Тэмур из Одоли стал лидером Цзяньчжоу Левого Вэя (建州州) и принял китайскую фамилию Тун (童) вскоре после этого.
Корейцы пытались убедить Мункэ-Тэмура отвергнуть предложения династии Мин, но безуспешно, так как Мункэ-Тэмур подчинился минской династии. Корейский ван приказал Мэнкэ-Тэмуру не повиноваться Китаю, но он посетил Нанкин в сентябре 1405 года, получив назначения на должность регионального комиссара.
В последующие годы чжурчжэньские племена, в том числе клан Мэнгэ-Тэмура, участвовали в стычках и боях с корейцами. Находясь в постоянной опасности от присутствия корейцев, Мэнгу-Тэмур и его последователи мигрировали на запад, обосновавшись в мае 1411 года в Фэнчжоу, в долине реки Хойфа, притока реки Сунгари, где располагалась гвардия Цзяньчжоу под командованием Шигияну (Ли Сянчжун). Здесь минская администрация должно было создать левую гвардию Цзяньчжоу из существующей гвардии Цзяньчжоу с Мункэ-Тэмуром в качестве регионального командующего новой гвардией.
В это время минский император Юнлэ организовывал частые военные экспедиции против монголов. Вождь Одоли Мэнгэ-Тэмур и его подчиненные принимали участие в одной из таких кампаний в 1422 году. Под угрозой ответных нашествий монголов и растущего господства других чжурчжэньских племен Мэнгэ-Тэмур со своим соплеменниками, которых насчитывалось более шести тысяч, были вынуждены покинуть Фэнчжоу и вернуться в Вомухо в 1423 году.
После его возвращения Мэнгэ-Тэмур решил, что лучшая политика самосохранения будет служить как интересам Минского Китая, так и интересам Кореи. В 1426 году он посетил Пекин и получил повышение в должности помощника главного комиссара. Его сводный брат Фанка посетил Пекин в 1432 году, вручил дань и получив должность помощника комиссара. В 1432 году Мункэ-Тэмур вновь посетил Пекин и был назначен главным комиссаром, а его брат Фанка — региональным комиссаром. Начиная с 1427 года, Мункэ-Тэмур начал посылать своего старшего сына Агу ко двору корейского вана в надежде, что Агу в будущем членом королевской гвардии.
30 ноября 1433 года Мункэ Тэмур и его сын Агу были убиты в ходе беспорядков, одним из противников, командиром отряда чжурчжэней из другого племени в районе Кайюаня.